# Udinese Calcio 1984-1985
Questa voce raccoglie le informazioni riguardanti l'Udinese Calcio nelle competizioni ufficiali della stagione 1984-1985.

## Stagione
Nel campionato 1984-1985 l'Udinese si piazza in dodicesima posizione con 25 punti, tre punti sopra la zona salvezza. La panchina bianconera passa da Enzo Ferrari al brasiliano Luís Vinício e Zico afflitto da problemi muscolari gioca solo 16 partite. La squadra friulana ha ceduto Franco Causio all'Inter e Pier Paolo Virdis al Milan, rimanendo di fatto totalmente impostata sul fuoriclasse brasiliano, stante la sua precaria presenza, scivola gradualmente nei bassifondi della classifica. Confermato come secondo straniero il difensore brasiliano Edinho. In Serie B scendono Ascoli, Lazio e Cremonese. Lo scudetto è stato vinto dal Verona per la prima volta.
Miglior realizzatore stagionale friulano con 8 reti Andrea Carnevale, delle quali 1 in Coppa Italia e 7 in campionato. Zico dopo la scorpacciata della stagione scorsa, si ferma a 6 reti, equamente divise tra Coppa Italia e campionato. Nella Coppa Italia l'Udinese disputa il sesto girone di qualificazione, che promuove agli ottavi di finale Sampdoria e Bari, raccogliendo 2 vittorie, un pari e due sconfitte.

## Rosa

Il neoacquisto Franco Selvaggi in azione nella trasferta di Como del 14 ottobre 1984, con indosso la nuova maglia friulana sbarrata portata al debutto in quest'annata, segna 5 reti.

| N. |                    | Ruolo | Calciatore           |
| -- | ------------------ | ----- | -------------------- |
|    | Italia (bandiera)  | P     | Fabio Brini          |
|    | Italia (bandiera)  | P     | Pasquale Fiore       |
|    | Italia (bandiera)  | D     | Marco Billia         |
|    | Italia (bandiera)  | D     | Cesare Cattaneo      |
|    | Italia (bandiera)  | D     | Luigi De Agostini    |
|    | Brasile (bandiera) | D     | Edinho               |
|    | Italia (bandiera)  | D     | Dino Galparoli       |
|    | Italia (bandiera)  | D     | Federico Rossi       |
|    | Italia (bandiera)  | D     | Massimo Susic        |
|    | Italia (bandiera)  | D     | Attilio Tesser       |
|    | Italia (bandiera)  | C     | Antonino Criscimanni |

| N. |                    | Ruolo | Calciatore          |
| -- | ------------------ | ----- | ------------------- |
|    | Italia (bandiera)  | C     | Loris Dominissini   |
|    | Brasile (bandiera) | C     | Zico (capitano)     |
|    | Italia (bandiera)  | C     | Manuel Gerolin      |
|    | Italia (bandiera)  | C     | Massimo Mauro       |
|    | Italia (bandiera)  | C     | Paolo Miano         |
|    | Italia (bandiera)  | C     | Giampaolo Montesano |
|    | Italia (bandiera)  | C     | Giorgio Papais      |
|    | Italia (bandiera)  | C     | Daniele Pasa        |
|    | Italia (bandiera)  | A     | Andrea Carnevale    |
|    | Italia (bandiera)  | A     | Franco Selvaggi     |

## Risultati

### Serie A

#### Girone di andata
| Arbitro: | Bergamo (Livorno) |

|                        |           |                              |
| Virdis 19’ Hateley 61’ | Marcatori | 13’ Gerolin 73’ A. Carnevale |

| Arbitro: | Lanese (Messina) |

|                                                                   |           |  |
| Galparoli 28’ Zico 36’ Selvaggi 58’ M. Mauro 68’ A. Carnevale 88’ | Marcatori |  |

| Arbitro: | Agnolin (Bassano del Grappa) |

|                      |           |  |
| Galderisi 59’ (rig.) | Marcatori |  |

| Arbitro: | Redini (Pisa) |

|  |           |            |
|  | Marcatori | 31’ Serena |

| Arbitro: | Pirandola (Lecce) |

|                                   |           |  |
| Galparoli 73’ (aut.) Matteoli 90’ | Marcatori |  |

| Arbitro: | Lanese (Messina) |

|            |           |  |
| Edinho 33’ | Marcatori |  |

| Arbitro: | Pairetto (Torino) |

|                                               |           |                  |
| Colombo 19’, 41’ Colomba 39’ (rig.) Vullo 84’ | Marcatori | 10’ A. Carnevale |

| Arbitro: | Ciulli (Roma) |

|                           |           |  |
| F. Rossi 52’ M. Mauro 57’ | Marcatori |  |

| Arbitro: | Pezzella (Frattamaggiore) |

|                     |           |  |
| Galparoli 2’ (aut.) | Marcatori |  |

| Arbitro: | D'Elia (Salerno) |

|  |           |                                 |
|  | Marcatori | 1’, 27’ Platini 88’ M. Briaschi |

| Arbitro: | Paparesta (Bari) |

|                            |           |              |
| Pruzzo 16’ F. Graziani 82’ | Marcatori | 69’ Selvaggi |

| Arbitro: | Pairetto (Torino) |

|              |           |           |
| M. Mauro 43’ | Marcatori | 84’ Alesi |

| Arbitro: | Longhi (Roma) |

|                        |           |                         |
| Gerolin 45’ Tesser 46’ | Marcatori | 18’ Massaro 59’ Monelli |

| Arbitro: | Lanese (Messina) |

|                                                     |           |                                        |
| Maradona 22’ (rig.), 74’ (rig.) D. Bertoni 40’, 82’ | Marcatori | 12’ (rig.) Edinho 43’ Miano 85’ Billia |

| Arbitro: | Sguizzato (Verona) |

|                               |           |  |
| Selvaggi 49’ A. Carnevale 72’ | Marcatori |  |

#### Girone di ritorno
| Arbitro: | Pezzella (Frattamaggiore) |

|              |           |             |
| Selvaggi 11’ | Marcatori | 63’ Hateley |

| Arbitro: | Ballerini (La Spezia) |

|                     |           |                                                      |
| Giordano 77’ (rig.) | Marcatori | 35’ Edinho 42’ A. Carnevale 68’ Gerolin 87’ Selvaggi |

| Arbitro: | Casarin (Milano) |

|                                          |           |                                               |
| Edinho 45’ A. Carnevale 53’ M. Mauro 59’ | Marcatori | 3’, 63’ Briegel 10’ Galderisi 20’, 61’ Larsen |

| Arbitro: | Leni (Perugia) |

|               |           |  |
| Schachner 79’ | Marcatori |  |

| Arbitro: | Agnolin (Bassano del Grappa) |

|                                                    |           |          |
| Gerolin 15’, 82’ Fusi 66’ (aut.) Ottoni 76’ (aut.) | Marcatori | 51’ Fusi |

| Arbitro: | Bergamo (Livorno) |

|            |           |  |
| Vialli 58’ | Marcatori |  |

| Arbitro: | Lanese (Messina) |

|                                       |           |  |
| A. Ferroni 16’ (aut.) De Agostini 59’ | Marcatori |  |

| Arbitro: | Lombardo (Marsala) |

|  |           |            |
|  | Marcatori | 90’ Edinho |

| Arbitro: | Pairetto (Udine) |

|                    |           |              |
| Zico 36’ Miano 69’ | Marcatori | 3’ Altobelli |

| Arbitro: | Pirandola (Lecce) |

|                              |           |                           |
| Boniek 34’, 81’ Koetting 86’ | Marcatori | 20’ A. Carnevale 90’ Zico |

| Arbitro: | Casarin (Milano) |

|  |           |                         |
|  | Marcatori | 67’ Pruzzo 90’ Chierico |

| Arbitro: | Ballerini (La Spezia) |

|  |           |            |
|  | Marcatori | 53’ Tesser |

| Arbitro: | Lo Bello (Siracusa) |

|                                   |           |              |
| Massaro 32’ Pecci 62’ Cecconi 70’ | Marcatori | 86’ M. Mauro |

| Arbitro: | Pirandola (Lecce) |

|                              |           |                  |
| Galparoli 8’ De Agostini 55’ | Marcatori | 4’, 88’ Maradona |

| Arbitro: | Tubertini (Bologna) |

|                           |           |  |
| Finardi 59’ Torresani 73’ | Marcatori |  |

### Coppa Italia

#### Primo turno
| Arbitro: | Pieri (Genova) |

|  |           |                           |
|  | Marcatori | 34’, 72’ Gerolin 40’ Zico |

| Arbitro: | Esposito (Torre Del Greco) |

|                               |           |              |
| Galluzzo 15’ A. Piraccini 21’ | Marcatori | 16’ F. Rossi |

| Arbitro: | Lanese (Messina) |

|                             |           |             |
| Orlandi 71’ (aut.) Zico 89’ | Marcatori | 25’ Luperto |

| Arbitro: | Bergamo (Livorno) |

|                        |           |                  |
| G. Mauro 57’ Pesce 75’ | Marcatori | 74’ A. Carnevale |

| Arbitro: | Pairetto (Torino) |

|                                      |           |                                |
| Cattaneo 8’ Zico 40’ De Agostini 72’ | Marcatori | 15’ Scanziani 59’, 70’ Francis |

## Statistiche

### Statistiche di squadra
| Competizione | Punti | In casa | In casa | In casa | In casa | In casa | In casa | In trasferta | In trasferta | In trasferta | In trasferta | In trasferta | In trasferta | Totale | Totale | Totale | Totale | Totale | Totale | DR |
| Competizione | Punti | G       | V       | N       | P       | Gf      | Gs      | G            | V            | N            | P            | Gf           | Gs           | G      | V      | N      | P      | Gf     | Gs     | DR |
| ------------ | ----- | ------- | ------- | ------- | ------- | ------- | ------- | ------------ | ------------ | ------------ | ------------ | ------------ | ------------ | ------ | ------ | ------ | ------ | ------ | ------ | -- |
| Serie A      | 25    | 15      | 7       | 4       | 4       | 27      | 19      | 15           | 3            | 1            | 11           | 16           | 27           | 30     | 10     | 5      | 15     | 43     | 46     | -3 |
| Coppa Italia | 5     | 2       | 1       | 1       | 0       | 5       | 4       | 3            | 1            | 0            | 2            | 5            | 4            | 5      | 2      | 1      | 2      | 10     | 8      | +2 |
| Totale       |       | 17      | 8       | 5       | 4       | 32      | 23      | 18           | 4            | 1            | 13           | 21           | 31           | 35     | 12     | 6      | 17     | 53     | 54     | -1 |

### Statistiche dei giocatori
| Giocatore        | Serie A  | Serie A | Serie A     | Serie A    | Coppa Italia | Coppa Italia | Coppa Italia | Coppa Italia | Totale   | Totale | Totale      | Totale     |
| Giocatore        | Presenze | Reti    | Ammonizioni | Espulsioni | Presenze     | Reti         | Ammonizioni  | Espulsioni   | Presenze | Reti   | Ammonizioni | Espulsioni |
| ---------------- | -------- | ------- | ----------- | ---------- | ------------ | ------------ | ------------ | ------------ | -------- | ------ | ----------- | ---------- |
| M. Billia        | 9        | 1       | ?           | ?          | ?            | ?            | ?            | ?            | 9+       | 1+     | ?           | ?          |
| F. Brini         | 30       | -46     | ?           | ?          | ?            | ?            | ?            | ?            | 30+      | -46+   | ?           | ?          |
| A. Carnevale (I) | 27       | 7       | ?           | ?          | ?            | ?            | ?            | ?            | 27+      | 7+     | ?           | ?          |
| C. Cattaneo      | 21       | 0       | ?           | ?          | ?            | ?            | ?            | ?            | 21+      | 0+     | ?           | ?          |
| A. Criscimanni   | 28       | 0       | ?           | ?          | ?            | ?            | ?            | ?            | 28+      | 0+     | ?           | ?          |
| L. De Agostini   | 28       | 2       | ?           | ?          | ?            | ?            | ?            | ?            | 28+      | 2+     | ?           | ?          |
| L. Dominissini   | 6        | 0       | ?           | ?          | ?            | ?            | ?            | ?            | 6+       | 0+     | ?           | ?          |
| Edinho           | 26       | 5       | ?           | ?          | ?            | ?            | ?            | ?            | 26+      | 5+     | ?           | ?          |
| D. Galparoli     | 30       | 2       | ?           | ?          | ?            | ?            | ?            | ?            | 30+      | 2+     | ?           | ?          |
| M. Gerolin       | 30       | 5       | ?           | ?          | ?            | ?            | ?            | ?            | 30+      | 5+     | ?           | ?          |
| M. Mauro (II)    | 27       | 5       | ?           | ?          | ?            | ?            | ?            | ?            | 27+      | 5+     | ?           | ?          |
| P. Miano         | 27       | 2       | ?           | ?          | ?            | ?            | ?            | ?            | 27+      | 2+     | ?           | ?          |
| G. Montesano     | 14       | 0       | ?           | ?          | ?            | ?            | ?            | ?            | 14+      | 0+     | ?           | ?          |
| G. Papais        | 9        | 0       | ?           | ?          | ?            | ?            | ?            | ?            | 9+       | 0+     | ?           | ?          |
| D. Pasa          | 2        | 0       | ?           | ?          | ?            | ?            | ?            | ?            | 2+       | 0+     | ?           | ?          |
| F. Rossi         | 10       | 1       | ?           | ?          | ?            | ?            | ?            | ?            | 10+      | 1+     | ?           | ?          |
| F. Selvaggi      | 20       | 5       | ?           | ?          | ?            | ?            | ?            | ?            | 20+      | 5+     | ?           | ?          |
| A. Tesser        | 14       | 2       | ?           | ?          | ?            | ?            | ?            | ?            | 14+      | 2+     | ?           | ?          |
| Zico             | 16       | 3       | ?           | ?          | ?            | ?            | ?            | ?            | 16+      | 3+     | ?           | ?          |